# St. Peter und Paul (Brettheim)

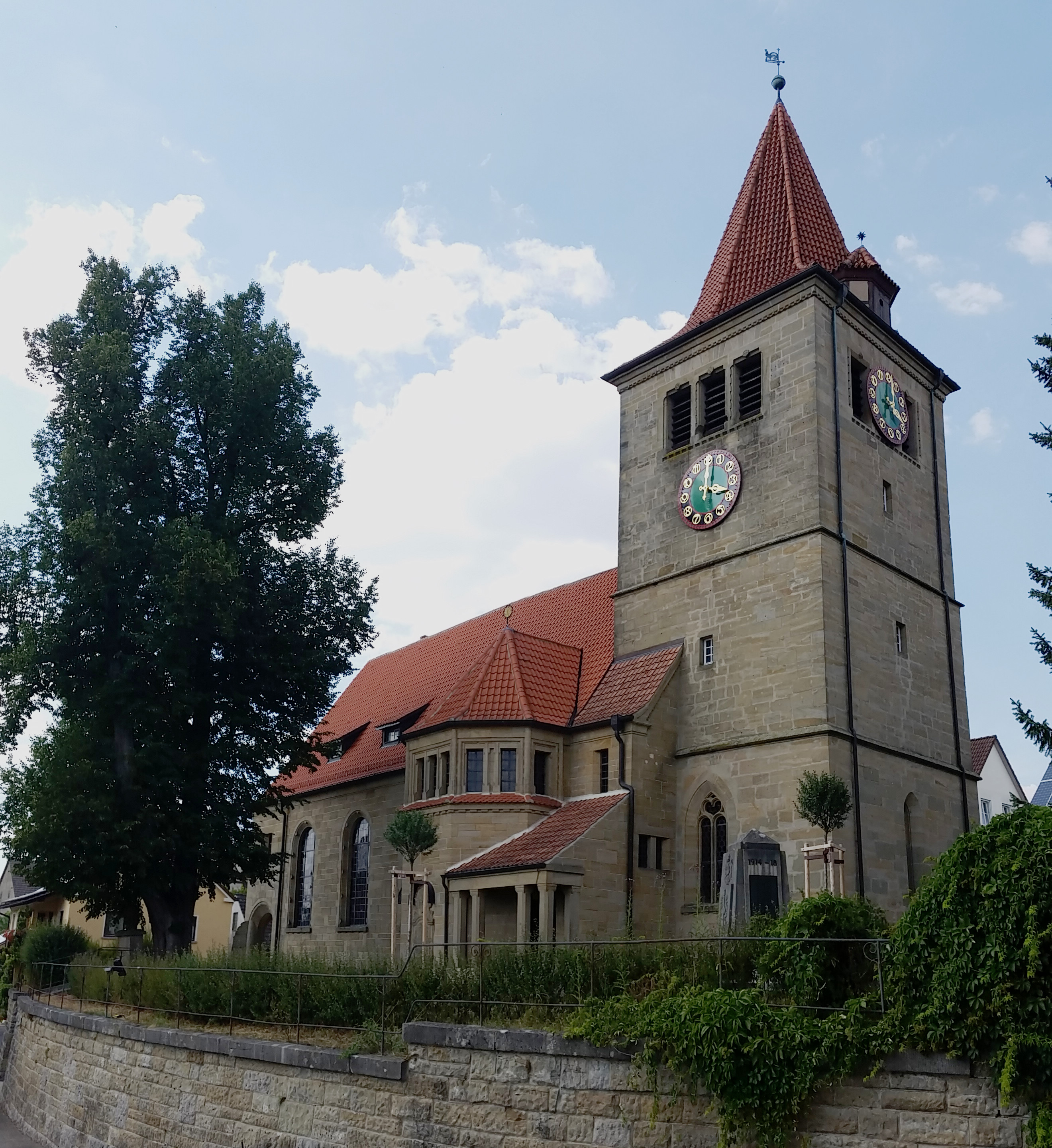
St. Peter und Paul (Brettheim)

Die evangelische Kirche St. Peter und Paul steht in Brettheim, einem Ortsteil der Gemeinde Rot am See im Landkreis Schwäbisch Hall in Baden-Württemberg. Das Bauwerk ist beim Landesamt für Denkmalpflege Baden-Württemberg als Baudenkmal eingetragen. Die Kirchengemeinde gehört zum Kirchenbezirk Crailsheim-Blaufelden der Evangelischen Landeskirche in Württemberg.

## Beschreibung
Die im 13. Jahrhundert errichtete Saalkirche aus Quadermauerwerk wurde mehrfach zerstört und wiederaufgebaut. Sie besteht aus einem nach Plänen von Heinrich Dolmetsch umgebauten Langhaus und einem Chorturm im Osten, dessen oberstes Geschoss die Turmuhr und den Glockenstuhl beherbergt. Darauf sitzt ein spitzer Helm. Teile der historischen Kirchenausstattung sind erhalten.